# David Harris (programmeur)
Pour les articles homonymes, voir David Harris.
David Harris est un programmeur de Dunedin en Nouvelle-Zélande. Il est l'auteur de logiciel de courrier Pegasus Mail et de Mercury Mail Transport System, et est membre de l'Université d'Otago. 
Avant de faire du logiciel, David Harris était photographe.